# Antonín Smrčka
Antonín Smrčka (* 28. dubna 1954, Praha) je baskytarista, zpěvák a hudební skladatel, frontman skupiny Míchačky Betonu, současně působí jako zakladatel a basista skupiny Tonny Blues Band. Spoluzakladatel skupin Abraxas, Žlutý pes a Pumpa, La-la . 79 - 80 Duo CiS s Daliborem Cidlinským Sr. Hrál také v Yo Yo Bandu, SLS Leška Semelky, Dobrohošti a v hanspaulských kapelách Hlava B, Hudba ke kávě.Podílel se jako dramaturg na prvním ročníku festivalu Blues Alive Šumperk.

## Biografie
Po vyučení a střední průmyslové škole strojnické vystudoval racionalizaci výroby na Vysoké škole ekonomické v Praze. Po studiu pracoval v nakladatelství SEVT n.p. Po roce 1989 se věnoval podnikání v oboru prodeje hudebních nástrojů a agentážní činnosti. Je ženatý, jeho manželka Iva ( folk.sk. Tulačky-Liberec ) je učitelka. Má dvě děti, starší dceru Markétu a mladšího syna Antonína. Bydlí ve Stříbrné Lhotě, Mníšek pod Brdy.

## Hudba
První rocková kapela se jmenovala Teritorium. V roce 1974 se zúčastnil se skupinou Maia NAJF Mladá Boleslav. V 70. letech v průběhu studia ( přesně r. 1976 ) založil společně se Slávkem Jandou, Ivanem Sekyrou a Ivanem Pelíškem skupinu Abraxas. Poté založil s Janem Martínkem, Ondřejem Hejmou a Ivanem Hlasem v roce 1978 skupinu Žlutý Pes. Souběžně se Žlutým Psem založil Míchačky betonu, skupinu, pro kterou složil většinu písní. V roce 1986 se stal spoluzakladatelem Yandim Bandu. Hlavní kapelou současnosti je Tonny Blues Band, ve které spolupracoval s řadou vynikajících hudebníků ( Petr Kulich Pokorný, Lukáš Martínek, Ondřej Pivec, Roman Pokorný, Jaroslav Petrásek, Karel Heřman, Tonya Graves, Marek Hlavica, Juwana Jenkins,Tomáš Homuta, Karel Bárta, Michal Daněk, Kaia Brown, Jakub Zomer, Roman Vícha, Jan Kořínek, Jan Martínek, Jan Karez, David Babka a dalšími ). V letech 1995-96 se stal součástí unikátní inscenace Horrorband legendárního Studia Ypsilon, kde si zahrál detektiva Pinkertona a hrál na baskytaru ve strašidelném bandu. V roce 2017 se stal vítězem mezinárodní soutěže o motivační song pro německou firmu s působením na všech kontinentech světa. V konkurenci 28 skladatelů celého světa zvítězil a prezentoval vítěznou skladbu na setkání zaměstnanců firmy v SRN. V roce 2019 zakládá skupinu The Switchers s hudebníky Jakubem Doležalem-sax, Janem Andrem-hammond, Marcusem Jurkovičem, která doprovází novou, mladou a talentovanou zpěvačku Betty Panzo.

## Tisk a televize
Průběžně se objevuje v řadě televizních pořadů s různými kapelami ( Abraxas, Yandim Band, SLS, Tonny Blues Band ).

## Diskografie
- prvotní singly Abraxas – Panton ( Den nahlíd´ do tvých oken - hudba, Ptáci - hudba a text ) 1977
- SP Yo-Yo Band 1982
- LP Abraxas – Štastný blázen 1986
- SP Abraxas - Rebel / Říční proud 1988
- LP Rockin The Blues, exportní deska Ondřej Hejma – Artia i na CD 1987
- EP Panta Rhei – Panton 1989
- EP Hlava B 1989
- CD Hanspaul City i na LP 1991
- LP Tichá dohoda/Underpop - K sobě zády..baskytara 1992
- SP SLS Leška Semelky 1993 Výkřik

- CD Whiskey & Fazole Buráky - jižanská kompilace ( autor písně Jednou...) Tonny Southern Section 1994
- CD Tony Band – Easy - Panton ( kromě dvou skladeb výhradní autor hudby a dvou textů ) 1996
- CD Pumpa Ozvěny 2002 autor 3 skladeb
- CD Blues Box Heroes - 2 Faces ( 1 cd blues-bass, 1 cd jazz ) 2003
- CD Míchačky Betonu Koktejl – Popron ( výhradní autor hudby všech písní a šesti textů ) 2005
- CD Míchačky Betonu IV Live – Sozat ( autor hudby a textu písní Kosmické blues a Na planetě snů ) 2009
- CD Tonny Blues Band – 10 Past 10 - Sozat ( spoluautor hudby všech písní, A Long Way To Go - autor hudby ) 2010
- CD Žlutý Pes Stroj času ( autor hudby písní Pět hlav a Ruzyňský boogie ) 2014
- CD Jižní Pól 2019 ( autor nebo spoluautor 3 songů kapely La-La ) , baskytara a zpěv
- CD Míchačky betonu - The Best Of 2021 Tonny Music